# Juliusz Kleiner
Juliusz Kleiner (sinh ngày 24 tháng 4 năm 1886 tại Lwów – mất ngày 23 tháng 3 năm 1957 tại Kraków) là một nhà sử học và nhà lý luận văn học người Ba Lan.

## Tiểu sử
Juliusz Kleiner học xong cấp ba ở Lwów và sau đó theo học chuyên ngành văn học Ba Lan, văn học Đức và triết học tại Đại học Lwów. Năm 1908, Juliusz Kleiner được nhận bằng tiến sĩ triết học. Trong hai năm 1910-1911, ông du học ở Đức và Pháp.
Năm 1912, Juliusz Kleiner được ủy quyền giám sát nghiên cứu tại Đại học Lwów. Trong các năm 1916-1920, ông làm giáo sư tại Đại học Warsaw và sau đó làm giáo sư tại Đại học Lwów. Juliusz Kleiner trở thành thành viên của Viện Hàn lâm Khoa học và Nghệ thuật Ba Lan (PAU) vào năm 1919, trở thành thành viên của Viện Hàn lâm Văn học Ba Lan vào năm 1933 và trở thành thành viên của Viện Hàn lâm Khoa học Ba Lan (PAN) vào năm 1951.
Từ năm 1944 đến năm 1947, Juliusz Kleiner sống ở Lublin và giảng dạy tại Đại học Công giáo Lublin (nay là "Đại học Công giáo John Paul II Lublin"). Năm 1947, ông chuyển đến Kraków và giảng dạy tại Đại học Jagiellonian.

## Tác phẩm tiêu biểu
- "On Konrad Wallenrod", Twórczosc, Số 4, 1945[2]
- Zarys Dziejów Literatury Polskiej 1963
- Zarys Dziejow Literatury Polskiej Jezyka Polskiego Tom Drugi Wydanie II co-author Aleksander Bruckner, 1947
- Sentymentalizm I Preromantyzm
- Pojęcie idei u Berkeleya [The Concept of Idea in Berkeley] (bằng tiếng Ba Lan). Lwów: Nakładem Polskiego Towarzystwa we Lwowie. 1910.